# Galeria Nacional d'Eslovènia
La Galeria Nacional d'Eslovènia (en eslovè: Narodna galerija) és un museu d'art que es troba a la capital Ljubljana. Va ser fundada l'any 1918, després de la dissolució de l'Imperi Austrohongarès i l'establiment de l'Estat dels Eslovens, Croats i Serbis. Inicialment, es va allotjar al Palau Kresija de Ljubljana, però es va traslladar a la ubicació actual el 1925.

## Història
L'edifici actual va ser construït l'any 1896, durant l'administració de l'alcalde Ivan Hribar, l'ambició del qual era transformar Ljubljana en una capital representativa de totes l'Slovenske dežele («territoris històrics del poble eslovè»). Va ser dissenyat per l'arquitecte txec František Škabrout i es va utilitzar per primera vegada com a centre cultural eslovè (Narodni dom), és a dir, com a seu central de diverses associacions culturals d'importància nacional. L'edifici es troba a prop del Park Tivoli i va ser completament renovat entre els anys 2013 i 2016.
A principis de la dècada del 1990, l'arquitecte eslovè Edvard Ravnikar va construir una ampliació de l'edifici principal. L'any 2001 es va construir una gran galeria de vidre transparent, dissenyada pels arquitectes Jurij Sadar i Boštjan Vuga, per a connectar les dues ales de l'edifici.
La galeria acull una col·lecció permanent d'art des de l'Edat Mitjana fins a principis del segle xx. L'original de la font barroca de Robba també es pot veure a la galeria central de vidre de l'edifici, on es va traslladar després d'una àmplia restauració el 2008. 